# Lista över flygplatser i Sverige

## Swedavias flygplatser
Svenska flygplatser i statliga Swedavias ägo eller drift sorterade efter passagerarantal per år:
| Namn                          | IATA-kod | ICAO-kod | Passagerare (2023) | Passagerare (2024) |
| ----------------------------- | -------- | -------- | ------------------ | ------------------ |
| Stockholm-Arlanda flygplats   | ARN      | ESSA     | 21 845 031         | 22 757 911         |
| Göteborg-Landvetter flygplats | GOT      | ESGG     | 5 192 054          | 5 335 783          |
| Stockholm-Bromma flygplats    | BMA      | ESSB     | 1 190 507          | 1 012 459          |
| Luleå-Kallax flygplats        | LLA      | ESPA     | 1 035 925          | 980 333            |
| Malmö Airport (Sturup)        | MMX      | ESMS     | 1 297 141          | 905 702            |
| Umeå Airport                  | UME      | ESNU     | 685 885            | 675 257            |
| Visby flygplats               | VBY      | ESSV     | 318 064            | 294 039            |
| Åre Östersunds flygplats      | OSD      | ESNZ     | 253 468            | 239 737            |
| Kiruna flygplats              | KRN      | ESNQ     | 217 228            | 221 858            |
| Ronneby Airport               | RNB      | ESDF     | 110 663            | 101 388            |

Regeringen beslutade november 2009 att sex flygplatser som då var statliga borde säljas till kommuner eller andra  . Under 2010 såldes Jönköping, Skellefteå samt Karlstad och 2011 såldes Örnsköldsvik och Ängelholm, och slutligen Sundsvall 2013. Syftet är att behålla ett nationellt basutbud på 10 viktiga flygplatser med rimliga restider via bil eller kollektivt från alla platser i Sverige, och som är lönsamma och kan drivas utan statliga bidrag.
Se mera om IATA-beteckn. och ICAO-kod under Flygplatskoder.

## Övriga flygplatser med passagerartrafik
De flygplatser som inte ägs av statliga Swedavia har oftast en regional ägare, till exempel en kommun eller ett landsting.

Undantagen är Ängelholms flygplats som togs över från byggföretaget PEAB av sju lokala kommuner i  augusti 2020. och Stockholm Skavsta Airport som ägs av det svenska fastighetsbolaget Arlandastad Group.

De flesta av dem går med underskott och behöver bidrag från sin ägare. Själva trafiken går i många fall också med underskott. Staten ger bidrag till trafiken dit från Stockholm om det inte finns något annat sätt via tåg eller en annan flygplats att ta sig från centrala Stockholm till kommunhuvudorter på högst fyra timmar. För att man ska klara denna restid bör varje kommunhuvudort ha högst 100-150 km vägavstånd från en flygplats med direktflyg från Stockholm eller 50-100 km om mellanlandning sker. Vissa flygplatser har trafik som kommunen men inte staten stödjer eftersom regeln inte uppfylls.
De icke statliga flygplatserna samarbetar till en viss del inom organisationen Sveriges Regionala Flygplatsers Förbund, SRFF )
Siffrorna nedan inkluderar taxiflyg och affärscharter men inte privatflyg och liknande.

Sökfråga på wikidata efter rådata.
| Namn                                      | IATA-kod | ICAO-kod | Passagerare (2023) | Passagerare (2024) |
| ----------------------------------------- | -------- | -------- | ------------------ | ------------------ |
| Arvidsjaurs flygplats                     | AJR      | ESNX     | 55 355             | 62 259             |
| Borlänge, Dala Airport                    | BLE      | ESSD     | 10 375             | 15 316             |
| Gällivare flygplats                       | GEV      | ESNG     | 26 888             | 35 569             |
| Hagfors flygplats                         | HFS      | ESOH     | 2 460              | 2 256              |
| Halmstads flygplats                       | HAD      | ESMT     | 83 818             | 104 627            |
| Hemavan Tärnaby Airport                   | HMV      | ESUT     | 15 307             | 14 637             |
| Jönköpings flygplats                      | JKG      | ESGJ     | 21 854             | 28 405             |
| Kalmar flygplats                          | KLR      | ESMQ     | 113 488            | 89 321             |
| Karlstads flygplats                       | KSD      | ESOK     | 20 463             | 26 562             |
| Kramfors-Sollefteå Höga Kustens flygplats | KRF      | ESNK     | 9 174              | 11 490             |
| Kristianstad Österlen Airport             | KID      | ESMK     | 16 236             | 11 061             |
| Linköping-Saabs flygplats                 | LPI      | ESSL     | 118 542            | 127 874            |
| Lycksele flygplats                        | LYC      | ESNL     | 17 216             | 18 091             |
| Mora-Siljan flygplats                     | MXX      | ESKM     | 766                | 3 360              |
| Norrköping-Kungsängens flygplats          | NRK      | ESSP     | 64 829             | 60 704             |
| Pajala Airport                            | PJA      | ESUP     | 9 206              | 7 465              |
| Skellefteå flygplats                      | SFT      | ESNS     | 347 251            | 337 380            |
| Stockholm Skavsta flygplats (Nyköping)    | NYO      | ESKN     | 685 269            | 364 603            |
| Stockholm-Västerås flygplats              | VST      | ESOW     | 83 587             | 78 652             |
| Sundsvall-Timrå flygplats (Midlanda)      | SDL      | ESNN     | 62 251             | 58 786             |
| Sveg Härjedalens flygplats                | EVG      | ESND     | 6 579              | 5 501              |
| Sälen-Scandinavian Mountains flygplats    | SCR      | ESKS     | 19 064             | 23 072             |
| Torsby flygplats (Fryklanda)              | TYF      | ESST     | 2 152              | 1 926              |
| Trollhättan-Vänersborgs flygplats         | THN      | ESGT     | 16 085             | 15 615             |
| Vilhelmina flygplats                      | VHM      | ESNV     | 11 618             | 11 975             |
| Växjö-Kronobergs flygplats                | VXO      | ESMX     | 167 363            | 125 615            |
| Ängelholm Helsingborgs flygplats          | AGH      | ESTA     | 223 653            | 201 700            |
| Örebro flygplats                          | ORB      | ESOE     | 80 694             | 72 455             |
| Örnsköldsvik Airport                      | OER      | ESNO     | 28 003             | 30 690             |

Källa:Transportstyrelsen - Flygplatsstatistik

## Övriga flygplatser
Ett urval övriga svenska flygplatser.  De har inte reguljärt passagerarflyg, även om de som har IATA-kod har haft det.
| Namn                                                                    | IATA-kod | ICAO-kod  | Status |
| ----------------------------------------------------------------------- | -------- | --------- | --- |
| Alingsås                                                                |          | ESGI      | |
| Anderstorp                                                              |          | ESMP      | |
| Arboga flygplats                                                        |          | ESQO      | |
| Arbrå                                                                   |          | ESUB      | |
| Arvika flygplats (Westlanda)                                            |          | ESKV      | |
| Avesta (Rembo)                                                          |          | ESVA      | |
| Björkvik                                                                |          | ESKX      | |
| Byholma flygplats                                                       |          | ESFY      | Stängd |
| Bodens helikopterflygplats                                              |          | ESPG      | Stängd |
| Boden-Heden                                                             |          | ESPJ      | Stängd |
| Bollnäs                                                                 |          |           | |
| Borgholm (Borglanda)                                                    |          | ESMB      | |
| Borås flygplats (Viared)                                                |          | ESGE      | |
| Bunge flygfält                                                          |          | ESVB      | |
| Byxelkrok (Ölanda)                                                      |          | ESMZ      | |
| Dala-Järna                                                              |          | ESKD      | |
| Degerfors (Grenlanda)                                                   |          |           | |
| Edsbyn                                                                  |          | ESUY      | |
| Ekshärads flygplats                                                     |          | ESKH      | |
| Eksjö-Ränneslätt flygfält                                               |          | ESMC      | |
| Emmaboda                                                                |          | ESMA      | |
| Enköping (Långtora)                                                     |          | ESVL      | |
| Eskilstuna/Ekeby                                                        |          | ESSC      | |
| Eskilstuna-Kjula flygplats                                              | EKT      | ESSU      | |
| Eslöv                                                                   |          | ESME      | |
| Fagerhult                                                               |          | ESMF      | |
| Falkenberg (Falklanda)                                                  |          |           | Stängd |
| Falkenberg (Morup)                                                      |          | ESGF      | |
| Falköpings flygplats                                                    |          | ESGK      | |
| Falköping/Ålleberg                                                      |          | ESGC      | |
| Fällfors flygplats                                                      |          | ESUF      | Stängd |
| Filipstad (Brattforsheden)                                              |          | ESSM      | |
| Finnskoga (Backa)                                                       |          |           | |
| Finspång                                                                |          |           | |
| Fjällbacka flygfält                                                     |          | ESTF      | |
| Frändefors (Björnlanda)                                                 |          |           | Stängd |
| Färila flygplats                                                        |          | ESNF      | Stängd |
| Gagnef (Himmelslätta)                                                   |          | ESVG      | |
| Gargnäs                                                                 |          | ESUG      | |
| Gnesta (Vängsö)                                                         |          | ESSZ      | |
| Gimo flygplats                                                          |          | ESKA      | |
| Gryttjom                                                                |          | ESKG      | |
| Grönhögen                                                               |          | ESTG      | |
| Gäddede (Frostlanda)                                                    |          |           | |
| Gävle flygplats (Gestrike Airport)                                      | GVX      | ESSK      | Tillfälligt stängd sedan hösten 2023. |
| Götene (Brännebrona)                                                    |          | ESGN      | |
| Göteborg City Airport (Säve)                                            | GSE      | ESGP      | |
| Hagshult flygbas                                                        |          | ESMV      | |
| Hasslösa flygplats                                                      |          | ESFH      | Stängd |
| Hede (Hedlanda flygplats)                                               |          | ESNC      | |
| Herrljunga                                                              |          | ESGH      | |
| Hudiksvalls flygplats                                                   | HUV      | ESNH      | |
| Hultsfreds flygplats                                                    | HLF      | ESSF      | |
| Hällefors flygfält (Örling)                                             |          | ESVH      | |
| Härnösand (Myran)                                                       |          | ESUH      | |
| Hässleholm/Bokeberg                                                     |          | ESFA      | |
| Hässleholm/Vankiva                                                      |          | ESMD      | Stängd |
| Höganäs                                                                 |          | ESMH      | |
| Idre flygplats                                                          | IDB      | ESUE      | |
| Jokkmokks flygbas                                                       |          | ESNJ      | |
| Jönköping/Ödestugu                                                      |          |           | |
| Karlsborgs flygplats                                                    |          | ESIA      | |
| Karlsborg/Flugebyn                                                      |          |           | |
| Karlskoga flygplats                                                     | KSK      | ESKK      | |
| Katrineholm                                                             |          | ESVK      | |
| Kiruna-Kalixfors                                                        |          | ESUK      | |
| Knislinge flygplats                                                     |          | ESFI      | |
| Kosta flygbas                                                           |          | ESFQ      | Stängd |
| Kubbe flygfält (tidigare Sveriges största till ytan men numera nedlagt) |          | ESNI      | Stängd |
| Kågeröd (Simmelsberga)                                                  |          | ESMJ      | |
| Köping/Gålby flygfält                                                   |          | ESVQ      | |
| Landskrona (Enoch Thulins flygplats)                                    |          | ESML      | |
| Laxå flygfält (Vena)                                                    |          | ESSH      | |
| Lidköping-Hovby flygplats                                               | LDK      | ESGL      | |
| Lidköping-Såtenäs flygplats                                             |          | ESIB      | |
| Lidköping-Råda                                                          |          | ESFR      | |
| Lindesberg (Gammelbo)                                                   |          |           | Stängd |
| Linköping/Malmen flygplats                                              |          | ESCF      | |
| Ljungby/Feringe flygplats                                               |          | ESMG      | |
| Ljungbyheds flygplats                                                   |          | ESTL      | |
| Ljusdal (Forsnäset)                                                     |          | ESUL      | |
| Ludvika flygplats                                                       |          | ESSG      | |
| Lund-Hasslanda flygplats (stängd)                                       |          | ESMN      | |
| Malmö Heliport                                                          | JMM      | ESHM      | Är nu stängd men hade på 1990-talet passkontroll och reguljära helikopterflygningar till Kastrup, innanför dess passkontroll. Den enda svenska helikopterplattan som haft IATA-kod. |
| Malung (Skinnlanda)                                                     |          | ESVM      | |
| Mellansels flygplats                                                    |          | ESUI      | |
| Malå                                                                    |          |           | |
| Moholm-Bällefors flygbas                                                |          | ESFM      | |
| Motala (Skärstad)                                                       |          |           | |
| Munkfors                                                                |          | ESKO      | |
| Norbergs flygfält                                                       |          |           | |
| Norrtälje (Mellingeholm)                                                |          | ESSN      | |
| Norrköping/Bråvalla flygplats                                           |          | ESCK      | Stängd |
| Orsa-Tallhed flygfält                                                   |          | ESNR      | |
| Oskarshamns flygplats                                                   | OSK      | ESMO      | |
| Oviken                                                                  |          | ESUO      | |
| Piteå flygfält                                                          |          | ESNP      | |
| Ramsele                                                                 |          | ESUR      | |
| Rimbo (Gavellanda)                                                      |          |           | |
| Salanda (Sala)                                                          |          |           | |
| Sandvik (Mellanlanda)                                                   |          | ESFS      | |
| Sattna                                                                  |          | ESNT      | |
| Siljansnäs flygplats                                                    |          | ESVS      | |
| Sjöbo-Björka flygbas                                                    |          | ESFJ      | |
| Sjöbo (Sövde)                                                           |          | ESMI      | |
| Skövde flygplats                                                        | KVB      | ESGR      | |
| Smålandsstenar (Smålanda)                                               |          | ESMY      | |
| Sollefteå (Långsele)                                                    |          | ESNB      | |
| Staffanstorp (Bjällerup)                                                |          |           | |
| Stegeborg                                                               |          | ESVE      | |
| Stockholm/Frölunda                                                      |          |           | |
| Stockholm/Hova                                                          |          |           | |
| Stockholm/Lindholmen                                                    |          |           | |
| Stockholm/Skå-Edeby                                                     |          | ESSE      | |
| Strängnäs                                                               |          | f.d. ESKS | |
| Stockholm-Vassunda (Vasslanda)                                          |          |           | |
| Stockholm-Vallentuna                                                    |          |           | |
| Storumans flygplats                                                     | SQO      | ESUD      | |
| Storvik/Lemstanäs flygfält Västra Gästrike Flygklubb                    |          | ESOL      | |
| Strömstad (Näsinge flygplats)                                           |          | ESGS      | |
| Strömsund (Hallviken)                                                   |          | ESNA      | |
| Stånga                                                                  |          |           | |
| Stöde (Prästbordet)                                                     |          |           | |
| Sundbro flygplats                                                       |          | ESKC      | |
| Sunne-Holmby flygplats                                                  |          | ESKU      | |
| Svenstavik                                                              |          |           | |
| Såtenäs flygplats                                                       |          | ESIB      | |
| Säffle flygplats                                                        |          | ESGY      | |
| Söderhamns flygplats                                                    | SOO      | ESNY      | |
| Söderhamn-Mohed flygfält                                                |          | ESUM      | |
| Tidaholm (Bämmelshed)                                                   |          | ESGD      | |
| Tierps flygfält (f.d. Tierp flygbas)                                    |          | ESKT      | |
| Tingsryd                                                                |          | ESMW      | Stängd |
| Tomelilla                                                               |          | ESTO      | |
| Trelleborg (Maglarp) (Stängt ersatt av Vellinge/Söderslätt ESTT)        |          | ESMR      | Stängd |
| Torslanda flygfält                                                      | GOT      | ESGB      | Stängd |
| Troslanda (Trosa)                                                       |          |           | |
| Uddevalla/Backamo                                                       |          | ESGA      | |
| Uddevalla/Rörkärr                                                       |          | ESGU      | |
| Ulricehamn (Timmele)                                                    |          |           | |
| Uppsala-Ärna flygplats                                                  |          | ESCM      | |
| Uråsa flygbas                                                           |          | ESFU      | Stängd |
| Varbergs flygplats (Getteröns flygfält)                                 |          | ESGV      | |
| Vellinge/Söderslätt                                                     |          | ESTT      | |
| Vidsels flygplats                                                       |          | ESPE      | |
| Vindelns flygplats                                                      |          |           | |
| Visingsö flygfält                                                       |          | ESSI      | |
| Vuollerim                                                               |          |           | |
| Vårgårda flygplats                                                      |          | ESGO      | |
| Värnamo-Hagshult                                                        |          | ESMV      | |
| Västerviks flygplats                                                    | VVK      | ESSW      | |
| Västerås/Johannisbergs flygfält                                         |          | ESSX      | |
| Växjö/Kronobergshed                                                     |          |           | |
| Ålåsen                                                                  |          |           | |
| Åmsele flygbas                                                          |          | ESUA      | Stängd |
| Ånge (Tälje)                                                            |          | ESUJ      | |
| Åre (Molanda)                                                           |          |           | |
| Åsele (Genlanda)                                                        |          | ESUS      | |
| Älmhult (Möckeln)                                                       |          | ESMU      | |
| Älvdalen                                                                |          |           | |
| Älvsbyn-Högheden flygfält                                               |          | ESUV      | |
| Öresten flygfält                                                        |          | ESGM      | |
| Östersund-Optand flygfält                                               |          | ESNM      | |
| Överkalix (Naisheden)                                                   |          | ESNE      | |